# Jill Saward
Jill Saward (Londra, 9 dicembre 1953) è una cantante, musicista e compositrice britannica, meglio conosciuta per essere la cantante leader del gruppo jazz-funk inglese Shakatak.

## Carriera
Iniziò la sua carriera musicale all'età di 16 anni, con il gruppo inglese Fusion Orchestra,  dal 1969 al 1972, dominando la scena dei club inglesi di quel periodo.
Jill Saward e la Fusion Orchestra si guadagnarono un enorme seguito di fan che convinse la EMI music a produrre il loro primo lavoro discografico ‘Skeleton in Armor’, un disco che riscosse subito il plauso della critica al suo esordio, considerato un pezzo da collezione e quindi molto ricercato.
Dopo l'esperienza con la band Fusion Orchestra Jill Saward fu coinvolta in un nuovo gruppo, tutto al femminile, denominato 'Brandy'.  La nuova band, prodotta dalla Polydor, fu attiva per circa tre anni nel Regno Unito ed in Europa, per poi sciogliersi nel 1976.
Fu notata in seguito dal leader band Nicky North che la invitò ad esibirsi nel famoso 'Cats Whiskers' con la propria band. Jill colse l'occasione e si trovò nuovamente proiettata in una nuova esperienza e stile musicale.
In quel periodo, Jill Saward ebbe anche una breve esperienza con un gruppo musicale di tutte donne, chiamato ‘Citizen Gang’, voluto da un produttore francese della Orpheus Productions, ma non interruppe la collaborazione con Nicky North e la sua band, nella quale suonavano peraltro Nigel Wright and Roger Odell, componenti degli Shakatak, una band Fusion, Jazz Funk inglese.
Fu attraverso loro che Jill Saward ebbe modo di registrare alcune parti vocali su una traccia sperimentale di un brano chiamato 'Steppin', ed in seguito a questo Jill Saward fu invitata a far parte stabile del gruppo ed iniziare un tour nel Regno Unito.

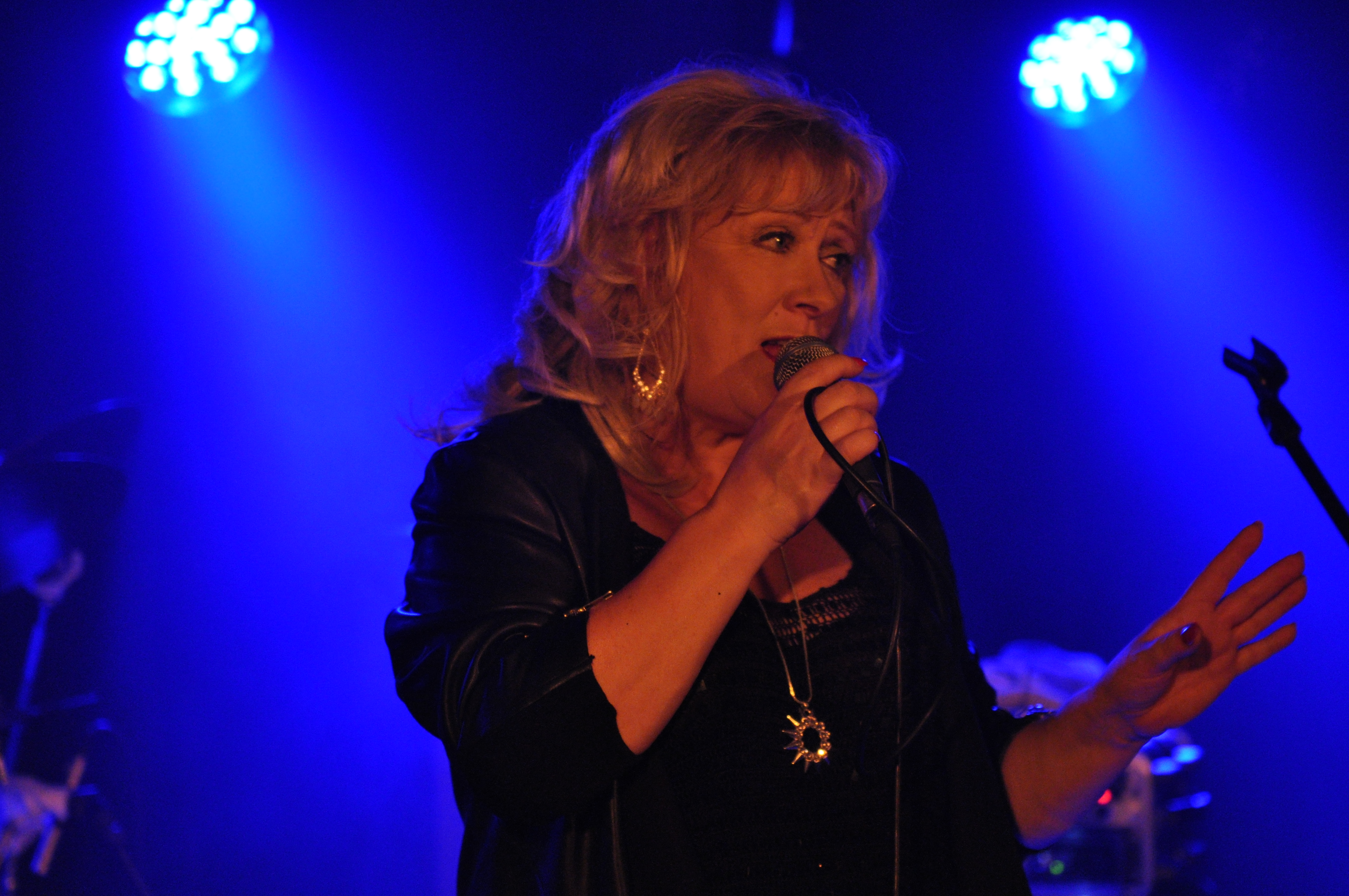
Jill Saward nel 2014 - in concerto con la band Shakatak

Jill Saward divenne la leader Voice degli Shakatak e a distanza di oltre 30 anni dalla nascita della band, nei quali ha condiviso notevoli ed importanti successi, vista la longevità artistica del gruppo, che raramente trova eguali nella storia musica contemporanea mondiale, ancora si esibisce in impegnative tournée intorno al mondo; la band è infatti in attività e popolare in particolar modo in Giappone ed Estremo Oriente, in genere pubblica un nuovo disco ogni due anni per la JVC Records.
Nonostante tale attività concertistica e discografica della band, Jill Saward è sempre riuscita a trovare il tempo di sviluppare nuovi progetti come solista, che la vedono autrice, compositrice ed interprete. Da solista, Jill Saward ha pubblicati due album, Just For You (1999) e Endless Summer (2016) che ha visto fra i maggiori collaboratori ed interpreti, anche il chitarrista Roberto Tola, i sassofonisti Mornington Lockett, Derek Nash oltre al bassista George Anderson.

## Discografia come solista
- 1999: Just For You
- 2016: Just For You (rimasterizzato)
- 2016: M Is For Manhattan (singolo)
- 2016: Endless Summer (album)

## Discografia con Fusion Orchestra
- 1973: Skeleton in Armour

## Discografia con Brandy
- 1977: Ooh Ya

## Discografia con Citizen Gang
- 1979: Citizen Gang
- 1979: Womanly Way (singolo)

## Discografia con gli Shakatak

### Album
- 1984: Down on the Street
- 1984: Shakatak Live in Japan (live)
- 1985: Live! (febbraio 1985) (live)
- 1985: City Rhythm
- 1986: Into the Blue (pubblicato in Giappone)
- 1987: Golden Wings (pubblicato in Giappone)
- 1987: Never Stop Your Love
- 1988: Manic and Cool
- 1988: Da Makani (pubblicato in Giappone)
- 1988: The Very Best of Shakatak
- 1989: Niteflite (pubblicato in Giappone)
- 1989: Turn the Music Up
- 1990: Fiesta (pubblicato in Giappone)
- 1990: Christmas Eve (pubblicato in Giappone)
- 1991: Bitter Sweet
- 1991: Utopia (pubblicato in Giappone)
- 1993: Street Level
- 1993: Under the Sun
- 1993: The Christmas Album
- 1994: Full Circle
- 1997: Let The Piano Play
- 1998: View From The City
- 1998: Live at Ronnie Scott's
- 2001: Under Your Spell
- 2003: Blue Savannah
- 2005: Easier Said Than Done (live album)
- 2005: Beautiful Day
- 2007: Emotionally Blue
- 2009: Afterglow
- 2011: Across The World
- 2014: On The Corner

### Compilations
- 1988: The Coolest Cuts
- 1990: Perfect Smile (pubblicato solo in USA)
- 1991: Open Your Eyes (pubblicato solo in USA)
- 1991: Remix Best Album
- 1991: Night Moves
- 1996: The Collection
- 1996: Jazz Connections Volumes 1-6
- 1998: Shinin' On
- 1999: Magic
- 1999: Jazz In The Night
- 2000: The Collection Volume 2
- 2002: Dinner Jazz
- 2003: Smooth Solos
- 2008: The Best Of Shakatak
- 2008: The Ultimate Collection
- 2009: The Coolest Cuts 12" Mixes Volume 1
- 2009: The Coolest Cuts 12" Mixes Volume 2
- 2012: The 12 Inch Mixes
- 2013: More 12 Inch Mixes
- 2014: Snowflakes & Jazzamatazz
- Una compilation in tre parti:
  - Sunset Jazz
  - After Dark
  - Drive Time

### Singoli
| Anno | Titolo                         | Posizione |
| ---- | ------------------------------ | --------- |
| 1980 | "Steppin'"                     | —         |
| 1980 | "Feels Like the Right Time"    | 41        |
| 1981 | "Living in the UK"             | 52        |
| 1981 | "Brazilian Dawn"               | 48        |
| 1981 | "Easier Said Than Done"        | 12        |
| 1982 | "Night Birds"                  | 9         |
| 1982 | "Streetwalkin'"                | 38        |
| 1982 | "Invitations"                  | 24        |
| 1982 | "Stranger"                     | 43        |
| 1983 | "Dark is the Night"            | 15        |
| 1983 | "If You Could See Me Now"      | 49        |
| 1983 | "Out of This World"            | 83        |
| 1984 | "Down on the Street"           | 9         |
| 1984 | "Don't Blame It on Love"       | 55        |
| 1985 | "City Rhythm"                  | 76        |
| 1985 | "Day by Day" (with Al Jarreau) | 53        |
| 1987 | "Something Special"            | —         |
| 1987 | "Mr. Manic and Sister Cool"    | 56        |
| 1988 | "Dr. Dr."                      | —         |
| 1988 | "Time of My life"              | —         |
| 1989 | "Turn the Music Up"            | —         |
| 1989 | "Back to the Groove"           | —         |
| 1991 | "Bitter Sweet"                 | —         |
| 1993 | "One Day at a Time"            | —         |
| 1997 | "Let the Piano Play"           | —         |
| 1998 | "Move a Little Closer"         | —         |

## Videografia
- 1984: Twilight Sensation [Laserdisc]
- 1986: The Purely Music Concert Series [Laserdisc]
- 2004: Live at the Playhouse [DVD]
- 2004: In Concert [DVD]
- 2005: Live At Duo Music Exchange [DVD]